# Alchemilla aggregata
Alchemilla aggregata é uma espécie de rosácea do gênero Alchemilla, pertencente à família Rosaceae.